# Абдул Аджагун
Абдул Аджагун (англ. Abdul Ajagun, нар. 10 лютого 1993, Порт-Гаркорт) — нігерійський футболіст, півзахисник йорданського клубу «Аль-Гуссейн» (Ірбід).
Виступав, зокрема, за клуб «Панатінаїкос», а також молодіжну збірну Нігерії.
Володар Кубка Греції.

## Клубна кар'єра
У дорослому футболі дебютував 2009 року виступами за команду «Долфінс», у якій провів чотири сезони, взявши участь у 92 матчах чемпіонату. 
Своєю грою за цю команду привернув увагу представників тренерського штабу клубу «Панатінаїкос», до складу якого приєднався 2013 року. Відіграв за клуб з Афін наступні три сезони своєї ігрової кар'єри.
Згодом з 2016 по 2023 рік грав у складі команд «Левадіакос», «Рода», «Кортрейк», «Омонія», «Кортрейк», «Кейптаун Сіті» та «Аль-Хіляль» (Омдурман).
До складу клубу «Аль-Гуссейн» (Ірбід) приєднався 2023 року. 

## Виступи за збірні
У 2009 році дебютував у складі юнацької збірної Нігерії (U-17), загалом на юнацькому рівні взяв участь у 7 іграх, відзначившись 2 забитими голами.
Протягом 2011–2013 років залучався до складу молодіжної збірної Нігерії. На молодіжному рівні зіграв у 23 офіційних матчах, забив 12 голів.

## Титули і досягнення
- Володар Кубка Греції (1):

«Панатінаїкос»: 2013-2014
- Володар Суперкубка Йорданії (1):

«Аль-Хуссейн»: 2024